# Smedsmoraskogens naturreservat
Smedsmoraskogens naturreservat är ett naturreservat i Norrtälje kommun i Stockholms län.
Området är naturskyddat sedan 2006 och är 115 hektar stort. Reservatet omfattar en höjd omgiven av våtmark. Reservatet består av  gammal granskog med inslag av lövträd och tall samt både löv- och gransumpskogar.